# Uncha Lake Indian Reserve 13A
Uncha Lake Indian Reserve 13A är ett reservat i Kanada.   Det ligger i provinsen British Columbia, i den centrala delen av landet, 3 600 km väster om huvudstaden Ottawa. Uncha Lake Indian Reserve 13A ligger vid sjön Uncha Lake.
I omgivningarna runt Uncha Lake Indian Reserve 13A växer i huvudsak barrskog. Trakten runt Uncha Lake Indian Reserve 13A är nära nog obefolkad, med mindre än två invånare per kvadratkilometer.